# Die Frau und der Fremde
Die Frau und der Fremde (alemany: La dona i l'estranger) és una pel·lícula de l'Alemanya Oriental del 1985 dirigida per Rainer Simon. Es basa en la novel·la de Leonhard Frank "Karl und Anna" i explica la història de dos amics en un camp de POW durant la Primera Guerra Mundial. Un d'ells s'escapa i estableix una relació amb la dona de l'altre. Després de la guerra torna el seu marit. La pel·lícula es va presentar al 35è Festival Internacional de Cinema de Berlín, on va guanyar l'Ós d'Or.
És un remake de Heimkehr (1928).

## Repartiment
- Joachim Lätsch com a Karl
- Peter Zimmermann com a Richard
- Kathrin Waligura com a Anna
- Christine Schorn com a Trude
- Siegfried Höchst com a Horst
- Hans-Uwe Bauer com Verwirrter Soldat
- Katrin Knappe com a Marie
- Ulrich Mühe com a Revolutionär
- Herbert Sand com a Kriegsinvalide
- Daniel Fries com a Trudes kleiner Sohn
- Roman-Eckhard Galonska com a Nachbar
- Mirko Haninger com a Soldat am Fenster
- Reiner Heise com a Deutscher Gefangener
- Rita Hirschberger com a Elfie